# XMPP
XMPP (engl.: Extensible Messaging and Presence Protocol) je komunikacijski protokol otvorenog koda temeljen na XML standardu, a služi za razmjenu strukturiranih podataka između dvije krajnje točke u gotovo stvarnom vremenu, primjerice instant dopisivanje (engl.: IM – instant messaging)i informacije o dostupnosti ("lista prijatelja").
XMPP je temeljni protokol koji pokreće GTalk i Jabber tehnologije za instant dopisivanje i provjeru dostupnosti, s dodatnih mogućnostima poput prijenosa glasa preko IP, dijeljenje datoteka i sl. Protokol uvelike pojednostavljuje razvoj agenata i višeagentnih sustava jer pruža dobre temelje poput postojećeg komunikacijskog kanala, koncept korisnika (agenta) i servera (platforme) i komunikacijski protokol koji se temelji na XML-u.
XMPP je definiran u RFC 3920, koji definira način spajanja poslužitelja i klijenata te razmjenu podataka. Nadgradnja je RFC 3921, kojim je definiran popis kontakata, njihovo stanje (online-offline, tj. presence) i drugi detalji vezani uz samu uporabu kao IM protokola.

## Vanjske poveznice
- RFC 3920
- RFC 3921